# Троицкий, Арсений Сергеевич
Арсений Сергеевич Троицкий (28 октября 1880, Тверская губерния — 17 ноября 1937, Бутовский полигон) — протоиерей, святой Русской православной церкви, причислен к лику святых как священномученик в 2001 году для общецерковного почитания.

## Биография
Родился в семье священника.

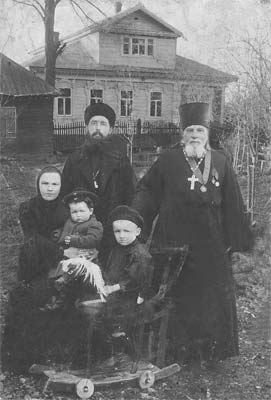
Протоиерей Павел Плетнев (справа), священник Арсений Троицкий, его супруга Татьяна Павловна и их дети Вера и Николай (в центре). На заднем плане дом Троицких. Село Селихово. 1907 год.

- в 1903 году окончил Тверскую духовную семинарию.
- 17 октября 1903 года Рукоположён в сан священника к церкви во имя Илии Пророка в селе Селихово Корчевского уезда.
- в 1916 году награждён камилавкой.
- 17 февраля 1917 года возведён в сан протоиерея и назначен помощником благочинного 1-го округа Корчевского уезда.

Активно участвовал в деятельности благотворительного общества во имя великомученицы Варвары, вёл активную религиозно-просветительскую деятельность, организовывал паломничества к православным святыням.

### Первый арест
26 января 1923 года организовал собрание духовенства и мирян Кирмского уезда с целью противодействия обновленчеству. Собрание единогласно приняло резолюцию, признающую совершенно недопустимой и вредной для благосостояния православной церкви пропаганду реформаторских идей «Живой церкви». За написание текста резолюции Арсений Троицкий был арестован и 16 мая 1923 года приговорен к 3 годам заключения. После освобождения в 1926 году вернулся к служению в селе Селихове.

### Второй арест
15 августа 1930 года был арестован по обвинению в контрреволюционной деятельности и антисоветской агитации. Виновным себя не признал. Тройкой ОГПУ был приговорён 3 годам ссылки в Актюбинск (Казахстан). После возвращения из ссылки служил в храме Покрова Пресвятой Богородицы в селе Власове Шатурского района Московской области.

## Последний арест и мученическая кончина
Арестован 28 октября 1937 года вместе со всем клиром Покровского храма (3 священника и 2 диакона). На допросе 4 ноября под действием угроз подписал составленные следователем протоколы с признанием в руководстве контрреволюционной группой. Был переведен в Таганскую тюрьму в Москве. На допросе 16 ноября занял твердую позицию и отказался подписывать лжесвидетельства. Фрагмент допроса:

— (следователь) Вы арестованы как руководитель контрреволюционной группы духовенства. Признаете себя виновным?
— Виновным себя в контрреволюционной деятельности не признаю. Действительно, я не отрицаю того, что являлся настоятелем данной церкви, но все лица собирались и обсуждали вопросы религиозных обрядов, своих мыслей против советской власти я не высказывал.
— Вас уличают в контрреволюционной деятельности обвиняемые. Намерены вы давать следствию откровенные показания?

— Никакой агитацией я не занимался. Все улики, которые мне предъявлены, являются клеветой на меня.
«Тройка» УНКВД по Московской области постановлением от 17 ноября 1937 года приговорила Арсения Троицкого к расстрелу.
Расстрелян 17 (19?) ноября 1937 года и погребён на Бутовском полигоне.
Реабилитирован 24 августа 1956 года.

## Канонизация
Причислен к лику святых новомучеников и исповедников Российских постановлением Священного Синода от 22 февраля 2001 года.
День памяти: 6/19 ноября и в Соборе новомучеников и исповедников Российских и в Соборе новомучеников, в Бутове пострадавших.

## Память
Часовня священномученика Арсения (Троицкого) в г. Конаково Тверской области.